# Tiếng Malagasy
Tiếng Malagasy (tiếng Malagasy: [ˌmalaˈɡasʲ]) là một ngôn ngữ Nam Đảo và ngôn ngữ quốc gia của Madagascar. Hầu hết người dân tại Madagascar, cũng như người gốc Malagasy ở nhiều nơi khác, nói tiếng Malagasy như ngôn ngữ thứ nhất.

## Phân loại
Tiếng Malagasy là ngôn ngữ cực tây của nhánh Malay-Polynesia của ngữ hệ Nam Đảo, Sự tách biệt của nó với các ngôn ngữ châu Phi lân cận đã được ghi nhận vào năm 1708 bởi học giả người Hà Lan Adriaan Reland. Ngôn ngữ này có quan hệ với các ngôn ngữ tại Malaysia, Indonesia và Philippines, và gần gũi nhất với nhóm ngôn ngữ Đông Barito ở đảo Borneo nếu không kể hình thái âm vị học Polynesia của ngôn ngữ này.
| Số đếm                                 | 1           | 2      | 3      | 4      | 5      | 6     | 7      | 8      | 9        | 10                       |
| -------------------------------------- | ----------- | ------ | ------ | ------ | ------ | ----- | ------ | ------ | -------- | ------------------------ |
| Ngôn ngữ Tiền-Nam Đảo, khoảng 4000 TCN | *isa        | *DuSa  | *telu  | *Sepat | *lima  | *enem | *pitu  | *walu  | *Siwa    | *puluq                   |
| Tagalog                                | isá         | dalawá | tatló  | ápat   | limá   | ánim  | pitó   | waló   | siyám    | sampu                    |
| Ilocano                                | maysá       | dua    | talló  | uppát  | limá   | inném | pitó   | waló   | siam     | sangapúlo                |
| Cebuano                                | usá         | duhá   | tuló   | upat   | limá   | unom  | pitó   | waló   | siyám    | napulu                   |
| Chamorro                               | maisa/håcha | hugua  | tulu   | fatfat | lima   | gunum | fiti   | guålu  | sigua    | månot/fulu               |
| Malay                                  | satu        | dua    | tiga   | empat  | lima   | enam  | tujuh  | lapan  | sembilan | sepuluh                  |
| Java                                   | siji        | loro   | telu   | papat  | limo   | nem   | pitu   | wolu   | songo    | sepuluh                  |
| Fiji                                   | dua         | rua    | tolu   | vā     | lima   | ono   | vitu   | walu   | ciwa     | tini                     |
| Tonga                                  | taha        | ua     | tolu   | fā     | nima   | ono   | fitu   | valu   | hiva     | -fulu                    |
| Sāmoa                                  | tasi        | lua    | tolu   | fā     | lima   | ono   | fitu   | valu   | iva      | sefulu                   |
| Māori                                  | tahi        | rua    | toru   | whā    | rima   | ono   | whitu  | waru   | iwa      | tekau (archaic: ngahuru) |
| Tahiti                                 | hō'ē        | piti   | toru   | maha   | pae    | ono   | hitu   | va'u   | iva      | 'ahuru                   |
| Marquesan                              | e tahi      | e 'ua  | e to'u | e fa   | e 'ima | e ono | e fitu | e va'u | e iva    | 'onohu'u                 |
| Hawaii                                 | kahi        | lua    | kolu   | hā     | lima   | ono   | hiku   | walu   | iwa      | -'umi                    |
| Malagasy                               | iray        | roa    | telo   | efatra | dimy   | enina | fito   | valo   | sivy     | folo                     |

## Từ nguyên
Malagasy là ngoại danh của Madagascar mà từ đó nó được dùng để chỉ người dân Madagascar và ngôn ngữ của họ.

## Lịch sử

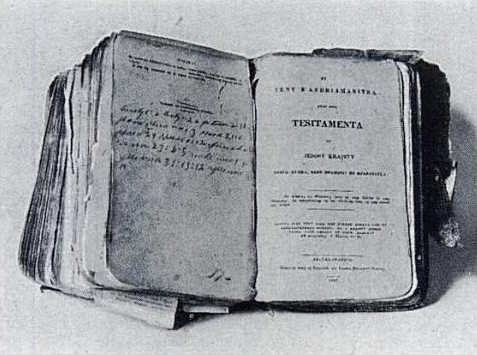
Kinh thánh tiếng Malagasy

Những người định cư đầu tiên ở Madagascar là người Nam Đảo từ Đông Nam Á hải đảo, cụ thể hơn là từ Borneo. Việc di cư tiếp diễn suốt thiên niên kỷ thứ nhất, điều này đã được khẳng định bởi những nhà ngôn ngữ học, khi cho thấy sự tương tự giữa tiếng Malagasy và tiếng Malay cổ/Javan cổ trong thời kì đó. Sau đó, khoảng năm 1000, những người định cư gốc Nam Đảo ban đầu đã pha lẫn với người Bantu, Ả Rập, và một số dân tộc khác. Có bằng chứng cho thấy tiền thân của phương ngữ Malagasy ban đầu đến vùng phía nam của bờ biển phía đông Madagascar
Tiếng Malagasy có một truyền thống nghệ thuật truyền miệng, thơ và huyền thoại. Nổi tiếng nhất là sử thi Ibonia, về một anh hùng Malagasy cùng tên.

## Phân bố
Tiếng Malagasy là ngôn ngữ chính được sử dụng trên đảo Madagascar. Nó cũng được nói bởi các cộng đồng Malagasy trên các đảo lân cận ở Ấn Độ Dương như Réunion và Comoros. Cũng có các cộng đồng Malagasy hải ngoại lớn nói ngôn ngữ này cũng tồn tại ở Pháp và Quebec, và Bỉ và Washington, DC ở một mức độ thấp hơn.

## Tình trạng
Phương ngữ Merina của Malagasy được coi là ngôn ngữ quốc gia của Madagascar. Đây là một trong hai ngôn ngữ chính thức cùng với tiếng Pháp trong hiến pháp năm 2010 đưa vào nền Cộng hòa thứ tư. Trước đây, theo hiến pháp năm 2007, Malagasy là một trong ba ngôn ngữ chính thức cùng với tiếng Pháp và tiếng Anh. Đây là ngôn ngữ giảng dạy trong tất cả các trường công đến lớp năm cho tất cả các môn học và vẫn là ngôn ngữ giảng dạy cho đến trung học cho các môn lịch sử và ngôn ngữ Malagasy.

## Phương ngữ

Bảng đồ phương ngữ tiếng Malagasy

Có hai nhóm phương ngữ tiếng Malagasy; Đông (gồm phương ngữ Merina) và Tây (gồm phương ngữ Sakalava), với đường đồng ngữ chạy hòn đảo theo hướng bắc nam. Ethnologue ghi nhận 12 phương ngữ Malagasy như những ngôn ngữ riêng biệt.

### Đông
Các phương ngữ miền Đông là:
- Bắc Betsimisaraka (1.270.000 người nói) – nói bởi người Betsimisaraka ở vùng duyên hải đông bắc
- Nam Betsimisaraka (2.000.000 người nói) – nói bởi người Betsimisaraka ở vùng duyên hải đông nam
- Cao nguyên (7.520.000 người nói) – nói ở vùng trung tâm hòn đảo
- Tanosy (639.000 người nói) – nói bởi người Antanosy ở miền nam
- Tesaka (1.130.000 người nói) – nói bởi người Antaisaka ở miền đông nam.[11]

### Tây
Các phương ngữ miền Tây là:
- Antankarana (156.000 người nói) – nói bởi người Antankarana ở viễn bắc đảo
- Bara (724.000 người nói) – nói bởi người Bara ở miền nam
- Masikoro (550.000 người nói) – nói bởi người Masikoro ở miền tây nam
- Sakalava (1.210.000 người nói) – nói ở miền tây hải miền tây
- Tandroy-Mahafaly (1.300.000 người nói) – nói bởi người Antandroy và Mahafaly ở viễn nam đảo
- Tsimihety (1,615,000 người nói) – nói bởi người Tsimihety.[11]

Ngoài ra, Bushi (41.700 người nói) còn được nói trên đảo Mayotte, phía tây bắc đảo Magadascar.

### Sự khác biệt
Hai phương ngữ Sakalava và Merina có thể được phân biệt bằng những đặc điểm ngữ âm:
Sakalava mất đi phụ âm mũi cuối từ, trong khi Merina thêm âm [ə̥]: 
- *tañan 'tay' → Sakalava [ˈtaŋa], Merina [ˈtananə̥]

Âm *t cuối từ biến thành -[tse] ở Sakalava nhưng thành -[ʈʂə̥] ở Merina: 
- *kulit 'da' → Sakalava [ˈhulitse], Merina [ˈhudiʈʂə̥]

Sakalava lưu giữ *li và *ti, còn ở phương ngữ Merina chúng trở thành [di] (như huditra 'da' bên trên) và [tsi]:
- *putiq 'trắng' → Sakalava [ˈfuti], Merina [ˈfutsi]

## Hệ thống chữ viết
Bảng chữ cái Malagasy hiện tại bao gồm 21 chữ cái: a, b, d, e, f, g, h, i, j, k, l, m, n, o, p, r, s, t, v, y, z. Bảng chữ cái khá đơn giản với các nguyên âm đơn. Các chữ cái i và y đều đại diện cho âm /i/ (y được sử dụng ở cuối từ và i ở vị trí khác), trong khi o được phát âm là /u/. Các âm tắc-xát /ʈʂ/ và /ɖʐ/ được viết lần lượt là tr và dr, trong khi /ts/ và /dz/ được viết ts và j. Chữ h thường 'câm'. Các chữ cái khác về cơ bản có chung giá trị với kí hiệu tương ứng trong IPA. Chữ c, q, u, w và x đều không được sử dụng trong từ gốc Malagasy ("từ thuần Malagasy").
Mp và đôi khi nt có thể đứng đầu từ, nhưng chúng được phát âm là /p, t/.
| ـَ | ب | د | ـِ | ف | غ     | ه | ـِ    | ج | ك | ل | م | ن | ـُ | ڡ | ر | س | ط | و | ⟨ي⟩ & ⟨ز⟩ | ع | ⟨ڊ⟩ & ⟨رّ⟩ | ⟨̣ط⟩ & ⟨رّ⟩ | ت  | ڡّ  | طّ  | ـَيْ | ـَوْ | ـُوً | ـُيْ | ⟨ـِيَا⟩ & ⟨ـِيْا⟩ | ـِوْ     | ـِيْ |
| a | b | d | e | f | g, ng | h | i, y | j | k | l | m | n | o | p | r | s | t | v | z         | n̈ | dr        | tr        | ts | mp | nt | ai | ao | oa | oi | ia, ea        | io, eo | ie |

## Từ điển

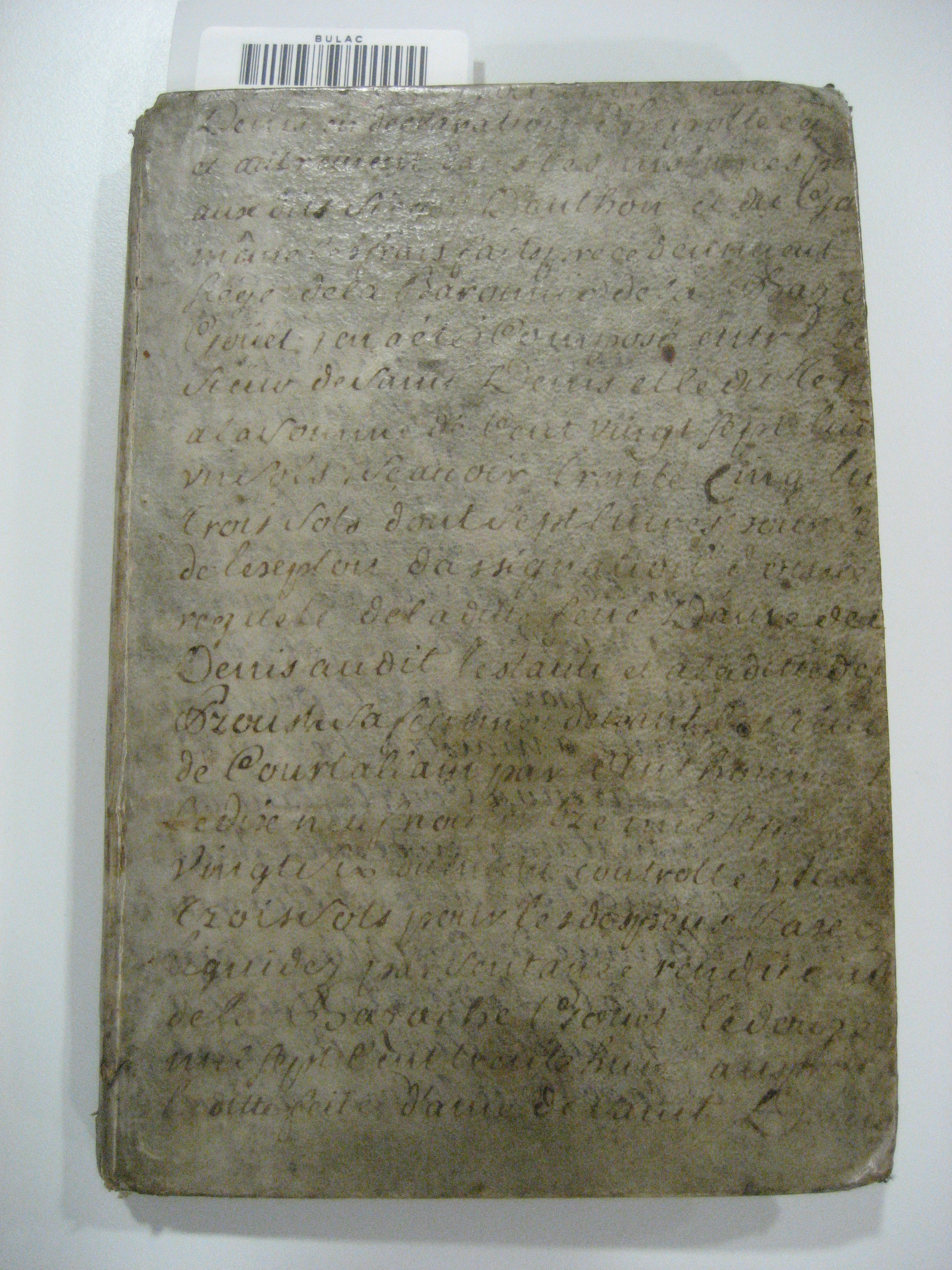
Từ vựng Malagasy (1773) (Bộ sưu tập BULAC Paris)

Cuốn từ điển tiếng Malagasy đầu tiên là Dictionnaire de la langue de Madagascar của Étienne de Flacourt, phát hành 1658. Trước đó, chỉ có một số tập từ vựng tiếng Malagasy viết bằng chữ Malagasy Ả Rập. Vocabulaire Anglais-Malagasy được phát hành năm 1729. James Richardson phát hành một cuốn từ điển Malagasy–Anh dài 892 trang thông qua Hiệp hội Truyền giáo Luân Đôn năm 1885; tuy nhiên, cuốn từ điển này có nhiều thuật ngữ và định nghĩa lỗi thời. Những từ điển về sau đều được hiện đại hoá cho thấy sự phát triển và thay đổi của tiếng Malagasy.